# 기쁜 우리 젊은 날 (라디오 프로그램)
《지현우의 기쁜 우리 젊은 날》은 SBS 러브 FM에서 방송되었던 프로그램으로 지현우가 진행하고 이승훈 PD가 연출한 라디오 프로그램이다.

## 코너

### 매일코너
- 뮤지컬쌩쇼 - 평소 정말 황당하고 재미있었던 일을 음악을 곁들어 뮤지컬로 만드는 쌩쇼 코너
- 피디취자공방전 - 피디와 청취자의 사연을 놓고 펼치는 음악 선곡대결!
- 두 사람이 있었다 - 현재 솔로가 들려주는 옛 사랑이야기 (책으로도 발간)
- 젊은 우리 기쁜날 - 생일이나 기뻐할 일 올려주시면 지DJ가 일일이 읽어줍니다.
- 출석체크 - 끝나기 10분전! 출석체크를 하시면 달달한 목소리로 지DJ가 읽어줍니다.
- 꿈꾸는 밤 - 끝나기 1분전! 짧지만 인상깊은 한마디 들려주는 작은 코너.

### 요일코너
- 일요일 - 지현우Day : 지DJ가 평소에 만나고 싶은 게스트와 이것저것 이야기 나누는 토크 쇼
- 월요일 - 밤의 백일장 : 주제에 맞춰 청취자 여러분들이 시를 만들어서 대표작을 들려주는 백일장
- 화요일 - 달콤한 음악 도시 : 가수 2명을 초대, 가수들의 라이브 쇼! (구.알고싶어요 - 전화 상담 코너)
- 수요일 - 선곡다반사 : 2명이 게스트가 청취자 사연을 듣고 서로 사연에 어울리는 노래를 선택해 대결하는 코너
- 목요일 - 수취인분명 : 국내최초! 특별한 사연을 뽑아 읽어줄 뿐만 아니라 편지 답장까지 받아주는 코너
- 금요일 - 쌀롱드여심 : 여성들의 고민상담을 들어주는 코너. 간혹 남성들의 고민도 겯들어 상담해주는 코너
- 토요일 - 밑도 끝도 없는 영화 이야기 : 영화계의 유명인사들과 듣는 영화 속의 비하인드 스토리

## 역대진행자
- 서민정 : 2002년 9월 7일 ~ 2006년 4월 30일
- 노홍철 : 2006년 5월 1일 ~ 2006년 11월 6일

## 삽입곡
- Memories Of Love - Pierre Porte & Liliane Davis (1991 ~ 2006)